# Környezetvédelmi licencdíj
A környezetvédelmi licencdíj a környezetvédelmi termékdíj helyett a hulladékhasznosítást koordináló szervezetnek fizetendő összeg, mely koordináló szervezetenként és anyagfajtánkként változik.
A koordináló szervezetek a licencdíj fejében átvállalják a termékdíj fizetésre kötelezett vállalatok meghatározott feladatait, amelyek ezáltal mentesülnek a környezetvédelmi termékdíj fizetési kötelezettség alól. A koordináló szervezethez történő csatlakozás esetén a csomagolási hulladék kibocsátásához kapcsolódó adók kb. 50 százalékkal csökkenthetők.
Környezetvédelmi termékdíj fizetésre az kötelezett,
- Aki a belföldi előállítású termékdíj-köteles termék első belföldi forgalomba hozója vagy saját célú felhasználója.
- Reklámhordozó papír, kenőanyagok esetén az első forgalomba hozó első vevője.
- Közösségen belüli behozatal esetén a termékdíj-kötelezett termék első belföldi forgalomba hozója vagy saját célú felhasználója.
- Nem közösségi termékdíj-köteles termék importja esetén a vámjogszabályok szerinti vámadós.
- Kereskedelmi (ital-) csomagolás első belföldi forgalomba hozójának első továbbforgalmazó vevője.